# Путь левой руки и Путь правой руки

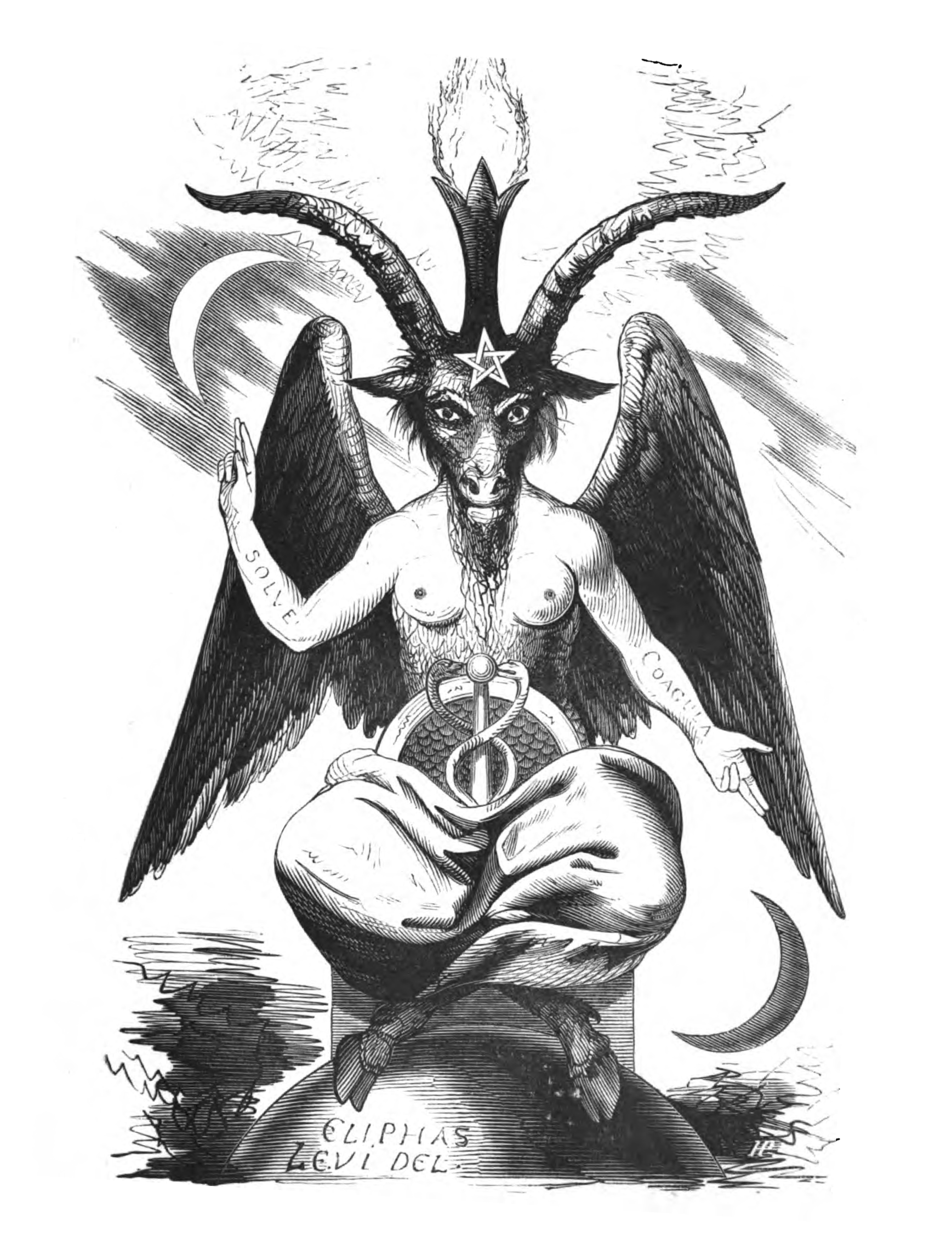
Бафомет Элифаса Леви, используемый некоторыми течениями Пути левой руки

Путь ле́вой руки́ (ПЛР, англ. Left-Hand Path) и Путь пра́вой руки́ (ППР, англ. Right-Hand Path) — термины, относящиеся к предполагаемой дихотомии между двумя различными типами западной эзотерической традиции. Возникновение самих терминов "Путь правой руки" и "Путь левой руки"  (санскр. - "вамамарга" или "вамачара") связывают с различными направлениями индусского тантризма. В двадцатом веке религиоведами и практиками эти понятия были перенесены и на не-индийские учения.
Точное значение терминов изменялось со временем; наиболее современное использование терминов относительно религий фокусируется на поклонении одному или многим богам и существовании строгих моральных правил — в путь правой руки; тогда как религии, считающие основной ценностью саморазвитие, считаются принадлежащими к пути левой руки. Такое использование терминов инспирировано в первую очередь сторонниками пути левой руки; оппоненты (в основном сторонники религий, описываемых как путь правой руки) считают, что это средство размежевания религий (или ложная дихотомия), или что большинство практик, относимых к пути левой руки — на самом деле не религии (в конвенциональном понимании).

## Истоки
На протяжении всей истории многие культуры рассматривали саму левую руку и левшей как нечто, имеющее отношение к злу. Эту тенденцию можно наблюдать в двойном значении слова «лево» (англ. left), в этимологии английских слов, подобных sinister (зловещий, злой, страшный, мрачный, дурной, левый), которое происходит от латыни значит одновременно «левый», «несчастный» и «зловещий». В результате левая рука часто использовалась как символ отрицания традиционной религии. Слово «право» применительно к руке, использованное в Ветхом Завете — в основном еврейское (на иврите) слово ивр. יָמִין‎ (yamín), означающее более сильного, более способного. Слово «лево» — ивр. שְׂמָאלִי‎ (s’malí), «тьма». Ветхозаветный Бог одаряет и творит своей правой рукой, являя своё всемогущество. Левой рукой он карает. Также этому способствовали практики использования во многих культурах левой руки для очищения себя — что делало левую руку «нечистой».
В исламской традиции левая часть тела также считается нечистой. Поэтому невежливым является заходить в дом с левой ноги, брать еду левой рукой и так далее. В рамках индийской культуры правой рукой выполняются все благие действия: подаяние, совершение религиозных церемоний, поднесение пищи и напитков ко рту и т. п. Левой рукой традиционно выполняются неприятные обязанности, например, вытирание выделительного отверстия после дефекации, забой животных.
Следует учесть, что термины «левый» и «правый», относящиеся к политике, означают «либеральный» и «консервативный» и имеют независимую историю — они идут из расположения депутатов в зале Французской Законодательной Ассамблеи в 1791 году.

## Отличия пути левой и правой руки
В отличие от направленного главным образом на саморазвитие (хотя и не вандальски отрицающее социальные структуры и устои) пути левой руки, путь правой руки в основном обозначает религиозные или магические группы, которые являются в общих чертах сторонниками следующих убеждений:
- Придерживания к условиям данного по времени и законам социума, с избеганием нарушений табу.
- Строгого различия таких философских понятий, как ум, человеческое тело и дух или душа, причём эти понятия могут разделяться[2]:204.
- Являются приверженцами принятых в своем круге, а также народе или государстве моральных устоев и уверены в существовании некого универсального критерия оценочности человеческих поступков, подобного карме у индуистов и буддистов или так называемого тройного закона[2]:204.

Однако некоторые организации или культы, считающиеся приверженцами пути левой руки, как минимум считают следование социальным устоям и нормам разумным и нужным, правда, в отличие от пути правой руки — вне каких-либо «духовных» сфер — а чисто социально.
Для приверженцев пути левой руки свойственно:
- Отвержение социальных конвенций и статуса-кво, практика ритуалов или техник, традиционно считающихся табуированными[2]:197. Использование демонических или сатанинских символов[2]:197.
- Подвергание сомнению традиционных религиозных догм и принципов морали; имморализм[2]:198.
- Использование сексуальности в ритуальных практиках[2]:205.

## Заимствование западным оккультизмом
Один из вариантов такого использования терминов был популяризован Алистером Кроули. Он часто использовал термин как часть фразы «брат на левом пути» (англ. «Brother of the Left-Hand Path»), иначе известной как «чёрный брат» (англ. «Black Brother») или падший адепт в системе Кроули.
Кроули ссылался на Путь левой руки, описывая точку, в которой адепт выбирает пересечь Каббалическую Бездну (англ. Qabalistic Abyss), место Хоронзон и иллюзорной 11-й сефиры, Даат (ивр. דעת‎) (Знание). Адепт должен отринуть всё, что составляет его суть и чем он владеет, в том числе (на непродолжительное время) и поддержку его «Святого Ангела-хранителя» (англ. Holy Guardian Angel) и шагнуть в Бездну. Если накопленная адептом карма достаточна, чтобы перенести его через бездну и адепт был чрезвычайно доскональным в своём саморазрушении, он становится «дитём бездны» (англ. Babe of the Abyss), восходя как Звезда.
Если, однако, он сохраняет некоторые фрагменты личности (эго), или вовсе боится пересечь Бездну, вокруг него образовывается «оболочка». Его «слои», которые он мог бы сбросить в Бездне, костенеют вокруг адепта. Адепт в этом случае именуется как «брат на левом пути», чьё желание в конечном итоге сломлено и сам он разрушен против воли, так как он не выбрал добровольное разрушение.
Кроули, что важно, никогда не представлял Путь левой руки как объект сознательного выбора. Это следствие провала адепта, а не альтернатива, которая может быть выбрана. В этом проявляется разница в использовании термина в современном оккультизме, адепты которого игнорируют кроулианские техники и утверждают, что маг на краю Бездны может выбрать путь правой или левой руки.
Несмотря на то, что Кроули симпатизировал некоторым ницшеанским аспектам в риторике нацистов, он связывал их искреннюю преданность идеям расовой чистоты и политической силы с путём левой руки (не только в своих текстах, но и также в рукописных комментариях к «Моей борьбе» — согласно биографу Лоренсу Сатину (Lawrence Sutin). Также А. Кроули крайне скептически относился[где?] к А. Гитлеру, трактуя[где?] его крайне презрительно.
Хотя кроулианское толкование терминов до сих пор используется в некоторых оккультных кругах, многие оккультисты сейчас считают, что Путь левой руки заключает в себе все современные оккультные практики, в то время как путь правой руки заключает в себе традиционные религии, такие, как христианство (несмотря на то, что большинство христиан не будут согласны с такой классификацией). Алистер Кроули полусерьёзно называл христианских священников Чёрным Братством.
Новые религиозные движения, которые описывают себя как последователей пути левой руки, инвертировали значительную часть символизма, который они ассоциировали с более «традиционным» Путём правой руки, например, следующие библейские слова: «и соберутся пред Ним все народы; и отделит одних от других, как пастырь отделяет овец от козлов; и поставит овец по правую Свою сторону, а козлов — по левую» (Мф. 25:32-33).
Отталкиваясь от этой реплики, современные последователи пути левой руки на Западе иногда используют символ козла или Бафомета, и иногда называют последователей путь правой руки овцами, подразумевая при этом присущее им «стадное чувство».

## Использование в современном оккультизме
Сейчас термины Путь левой руки и Путь правой руки используются почти что только самопровозглашёнными последователями Пути левой руки, которые имеют различные мнения по поводу Пути правой руки. Некоторые видят оба Пути как равновозможные способы приближения к истине, а отношения между Путями для них схожи с балансом Инь и Ян; тогда как другие критикуют Путь правой руки за слишком жёсткие ограничения. Согласно последнему взгляду, Путь правой руки требует слишком большой платы в виде необходимости следования формальным догмам и кодексам поведения, ведущей к тому, что индивид теряет возможность быть истинным хозяином своей жизни, что разрушает часть его личности. Согласно им же, это и есть основная разница между двумя путями: Путь левой руки сохраняет индивидуальность, в то время как Путь правой руки уничтожает её. С другой стороны, некоторые обвиняют последователей Пути левой руки в эгоизме или эгоцентризме, хваля Путь правой руки за альтруизм.
Обычно выделяются следующие общие свойства религий Пути правой руки:
- Вера в высшие силы, такие, как Бог.
- Повиновение воле высших сил.
- Вера в существование абсолютного определения добра и зла, применимого ко всем социальным явлениям, действиям и мотивам.
- Экзотерическая вера в существование сверхъестественных процессов и механизмов: кармы, божественного возмездия или тройственного закона (англ. Threefold Law), которые определяют моральность поступков — благодаря которым личность якобы имеет возможность самосовершенствоваться.
- Конечная цель, при достижении которой все индивидуальные сознания будут слиты в более великую (или даже космического масштаба) целокупность.

Обычно выделяются следующие общие свойства религий Пути левой руки:
- Вера в то, что некоторые люди, добившись духовного понимания (озарения), могут сами стать подобны богам.
- Вера в то, что альтруистичных поступков не существует. Удовлетворение кем-либо своего желания видится как эгоистичный акт, доставляющий персоне удовольствие от достижения своих целей. Альтруизм рассматривается как миф, созданный традиционными религиями.
- Эзотерическое понимание представлений наподобие кармы, божественного возмездия или тройственного закона, ведущее к предпочтению изменчивых, а не строгих, моральных норм.
- Индивидуализм: убеждение в том, что собственная индивидуальность имеет абсолютный приоритет, и все решения должны приниматься, исходя из конечной цели самосовершенствования (цельной личности, не только эго).
- Вера в то, что каждый сам определяет свою судьбу, и нет никакой внешней сверхъестественной силы, которая может предоставить духовное спасение (например, в награду за дела, не направленные на заботу о собственном благополучии).
- Вера в то, что природные силы могут быть подчинены воле личности посредством магических практик, и сила, полученная таким методом, поможет достижению нирваны.
- Агностический взгляд на существование богов, или платоновский взгляд на богов как на «первоформы». Если божество воспринимается как имеющее личность, то все отношения между последователем и божеством есть форма партнёрства, не требующая раболепия. «Гордому богу — гордые партнеры» (англ. the prideful deity likes prideful partners).

Те, кто считают эту дихотомию реально существующей, обычно классифицируют большинство принятых в западном мире религий, так же, как и восточные традиции вроде конфуцианства, как религии Пути правой руки, хотя некоторые варианты буддизма (ваджраяна) и «алхимический» (в противоположность философскому) даосизм считаются Путём левой руки (добродетель, полученная хорошими деяниями, считается способом достижения нирваны). Другие утверждают, что махаяна и ваджраяна есть чистый Путь правой руки, по крайней мере, в теории. Буддизм тхеравады на начальном уровне заостряет внимание на корректном общепринятом поведении в обществе и соблюдение правил (например, патимоккха). На высших уровнях эта базовая практика дополняется духовной практикой, ведущей к постижению не-я и нирване. Тхеравада, таким образом, может быть рассмотрена как смешение Пути левой руки и Пути правой руки.
Такая классификация, возможно, с неизбежностью, будет спорной, ведь существуют те, кто считают, что вся концепция Пути Левой/правой руки есть современное изобретение, результат дуалистичного мышления, и, таким образом, полностью неприменима к настоящим религиозным традициям, или, в конце концов, неприменима к недвусмысленно не-дуальным религиям, таким, как адвайта-веданта, даосизм и буддизм.
Мировоззрения и религии Пути левой руки
- Сатанизм
  - Сатанизм Лавея и Церковь Сатаны
  - Первая Сатанинская Церковь
  - Теистический сатанизм
- Демонолатрия
- Красный дракон
- Люциферианство
- Сетианизм, Храм Сета
- Путь левой руки в индуизме
  - Агхори
  - Вамачара[англ.]
- Некоторые направления в славянском неоязычестве (особенно у Велеслава Черкасова)

Религии Пути правой руки
- Авраамические религии (за исключением конфессий и течений, практикующих магию и оккультизм[5][6])
  - Иудаизм
  - Христианство
  - Ислам